# Río Tarapaya
Río Tarapaya är ett vattendrag i Bolivia.   Det ligger i departementet Potosí, i den centrala delen av landet, 80 km sydväst om huvudstaden Sucre.
Omgivningarna runt Río Tarapaya är i huvudsak ett öppet busklandskap. Runt Río Tarapaya är det ganska glesbefolkat, med 48 invånare per kvadratkilometer.